# Neo-pop
Neo-pop (o NeoPop) è una corrente artistica internazionale postmoderna che si è sviluppata a partire dagli anni novanta del XX secolo.

## Descrizione
Fa chiaro riferimento alla Pop Art storica e ai suoi rappresentanti (Andy Warhol, Roy Lichtenstein ecc.), frantumandosi però in numerosi sottogruppi con diversi rimandi culturali: dal graffitismo urbano al mondo dell'underground, dall'uso di materiali diversi come plastiche, resine ecc. al mondo dei fumetti giapponesi, dall'arte urbana al web design, fino a mescolarsi con riferimenti "alti", letterari o concettuali. Se nella Pop Art il riferimento era soprattutto al mondo dei consumi e dei mass-media, con il NeoPop si manifestano i segni della globalizzazione e della miscela di culture diverse.
Tra gli artisti più noti a livello internazionale, ci sono Jeff Koons, Takashi Murakami ma anche Gary Baseman, Jenny Holzer o, in Europa, Sigmar Polke, Katharina Fritsch, Gary Hume, Tim Noble, Hariton Pushwagner.
In Italia il NeoPop si esprime in forme assai diverse, attraverso autori come Andy, Angelo Volpe, Damiano Fasso, Marco Cerutti, Cristina Stifanic, Antonio Murgia, Cracking Art, Tvboy, Massimo Giacon, Giorgio Laveri, Marco Lodola, Flavio Lucchini, Vittorio Valente, Pablo Echaurren, Silvano Tessarollo, Roxy In The Box, Ester Grossi, Pep Marchegiani, Vanessa Simone, Giuseppe Veneziano e altri; l'interesse dell'Italia per questo linguaggio è piuttosto recente e coinvolge soprattutto giovani artisti. Anche in America Latina il NeoPop si esprime in forme assai diverse, attraverso autori come Romero Britto, Victor Castillo e Johnny Lopez.